# Центральная библиотека Гонконга
Центральная библиотека Гонконга (иер. трад. 香港中央圖書館, пиньинь: hoeng gong zung joeng tou syu gun; англ. Hong Kong Central Library) — крупнейшая библиотека в Гонконге, флагманская библиотека системы публичных библиотек Гонконга, используется как главный офис публичной библиотеки Гонконга, функционирует как национальная библиотека Гонконга. Была открыта 17 мая 2001 года, чтобы расширить публичную библиотеку, занимавшую два этажа в здании ратуши. Здание библиотеки расположено на пересечении Моретон Террас и Косуэй Роуд в Козуэй-Бей.
12-этажное здание с видом на бухту Виктория занимает площадь 9400 квадратных метров с общей площадью помещений в 33800 квадратных метра. Стоимость здания Центральной библиотеки составила 690 миллионов гонконгских долларов (88 миллионов долларов США). Коллекции библиотеки составляют пятую часть системы публичных библиотек Гонконга: 2,3 миллиона единиц хранения из 12,1 миллиона единиц хранения.
На 11-м этаже библиотеки находится головной офис библиотечной системы Гонконга. Дверной проём в форме арки на главном фасаде Центральной библиотеки Гонконга символизирует Врата к знаниям, а треугольник, квадрат и круг, составляющие арку, несут дополнительное значение. Круг символизирует небо, квадрат — землю, а треугольник — рост знания. Когда дизайн был предложен первоначально, он считался спорным и получил критику со стороны членов городского совета.

## Споры по поводу дизайна
Библиотеку спроектировал старший правительственный архитектор Хо Чиу Фан. Когда в 1995 году проект представили на рассмотрение Совета градостроительства, члены совета были разочарованы, особенно внешним видом. В феврале 1997 года руководителем Министерства городского обслуживания Гонконга стала Элейн Чунг Лай-квок, она столкнулась с резкой критикой проекта со стороны городских советников и культурного сообщества. В итоге она попросила руководителя Министерства архитектурных услуг Пау Шиу-хуна предложить новые проекты. Пау пригласил к работе четырёх передовых частных архитекторов Гонконга. В июле 1997 года разгорелся скандал, когда председатель Городского совета Рональд Люнг открыто отругал Чунг за действия без его согласия. Кам Най-вай, председатель Избирательного комитета Совета по библиотекам, также раскритиковал Чунг за нарушение процедур и противодействие решениям Совета. 8 августа 1997 года Городской совет решил провести голосование между проектом Рокко Йим Сен-Ки и оригинальным дизайном, в результате чего каждый проект получил равное количество голосов — 21, а затем Люнг, председатель Совета, принял окончательное решение, отдав свой голос за первоначальный дизайн, хотя дизайн Йима был оценён архитекторами как намного превосходящий изначальный.

## Ограды

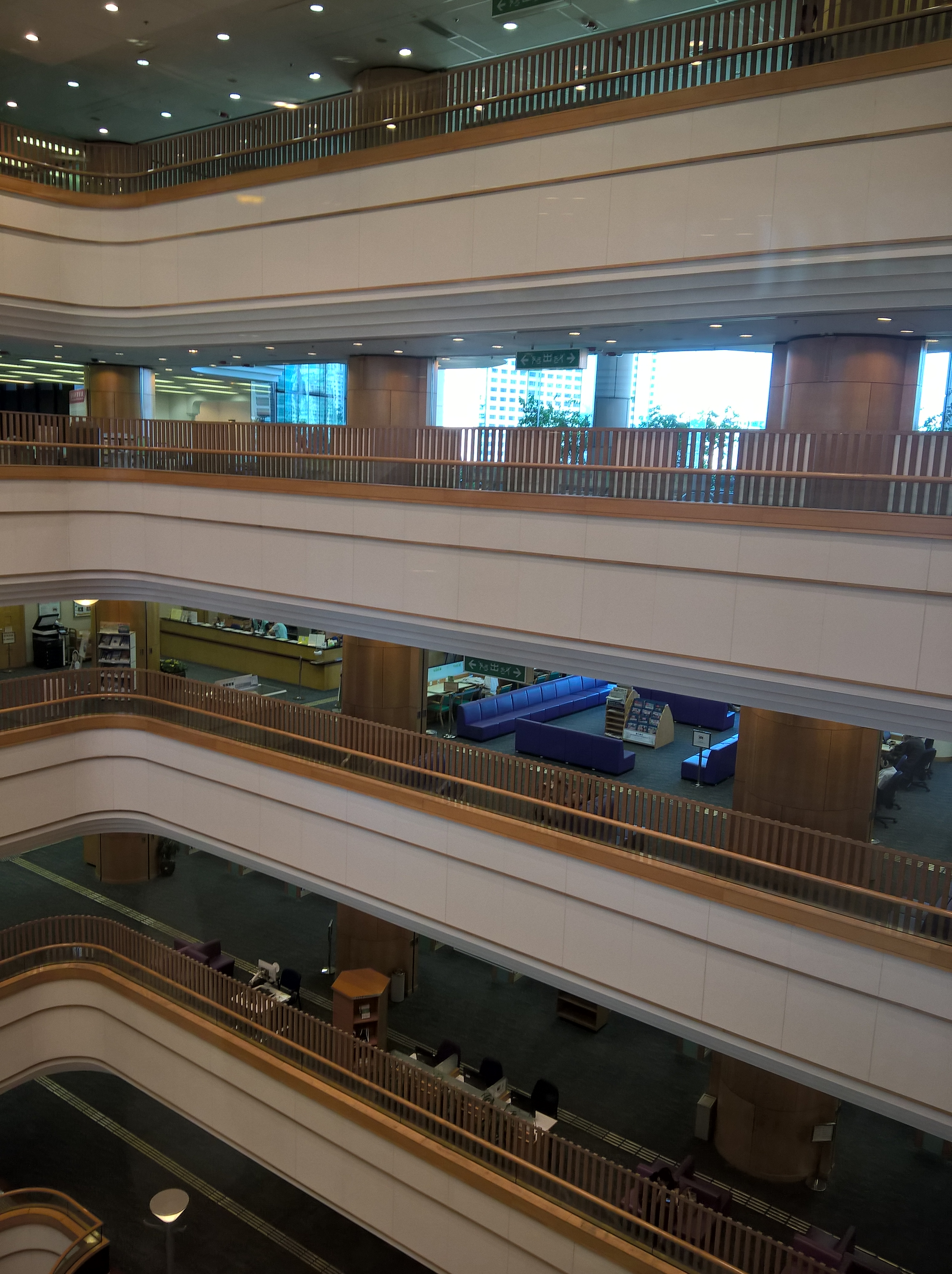
Ограды с третьего по шестой этажи

После трёх случаев самоубийств в библиотеке в 2015 году вдоль некоторых перил по углам на пятом и шестом этажах были установлены высокие ограды, чтобы предотвратить самоубийства в будущем. Однако в 2016 году в библиотеке произошло ещё одно самоубийство. Сейчас ограды установлены с третьего по шестой этажи.

## Услуги
Центральная библиотека Гонконга предоставляет полный спектр библиотечных услуг, включая справочно-информационные услуги, терминалы для зарядки, информационные киоски, мультимедийная информационная система.
На нескольких этажах Центральной библиотеки Гонконга есть конференц-залы, которые можно арендовать за фиксированную плату на почасовой или получасовой основе.
В библиотеке есть кафе Délifrance на первом этаже за книжным магазином. Есть места как в помещении, так и на улице.